# Skyclad
Skyclad (с англ. «одетые в небо») — британская фолк-метал-группа, одни из отцов-основателей этого жанра. Группа была основана в 1990 году вокалистом Мартином Уолкиером (ранее в Sabbat), гитаристом Стивом Рамси (ранее в Satan) и бас-гитаристом Грэмом Инглишем (ранее в Satan). После десяти лет участия Уолкиер покинул группу, и в 2001 году основал группу The Clan Destined. Тексты группы посвящены в основном кельтскому язычеству, а название отсылает к поверью, что ведьмы устраивают шабаши «одетыми в небо», то есть нагими.

## История
Дебютный альбом The Wayward Sons of Mother Earth (1991), положивший начало фолк-металу, был записан при участии Мартина Уолкиера (вокал), Стива Рэмси (гитара), Грэма Инглиша (бас-гитара), Кита Бакстера (ударные) и Майка Эванса (сессионная скрипка). Он был издан на лейбле Noise Records и чрезвычайно тепло встречен фанатами. После небольшого голландско-британского тура состав доукомплектовали Дэнни Портером (гитара) и Фритой Дженкинс (скрипка). Впрочем, последняя покинула группу уже в 1993 году, из-за внезапной беременности. Её сменила Кэт Хауэлл, а ту, в свою очередь, − Джорджина Биддл. В 1995 году заявили о своём уходе гитарист и ударник группы, из-за недовольства по поводу сотрудничества с лейблом. В итоге команда разорвала контракт с Noise Records и, как следствие, потеряла права на предыдущие релизы. Отяготили этот год также похищение аппаратуры во время сессий, а также проблемы с сердцем у Стива Рэмси. Несмотря на это, команда не только не распалась, но и записала новый альбом − Irrational Anthems (1996), изданный на лейбле Massacre Records. Далее последовал ряд альбомов, вплоть до десятого юбилейного альбома Folkémon (2000), изданного уже на лейбле Nuclear Blast.
В конце 2000 года неожиданно для всех коллектив покинул один из его основателей, Мартин Уолкиер. Вот что он написал в своём письме:

Я потерял последнюю веру в то, что есть какие либо реальные причины для продолжения с Skyclad в декабре 2000 года. После более года сочинения, записи и промоушена альбома Folkemon я оказался в очень неприятном положении, когда я не мог купить еду, платить за квартиру или даже приобрести небольшой рождественский подарок моему сыну. Я понял, что моя жизнь пошла по полностью неверному курсу, и решил взять всё в свои руки, для того чтобы продолжать осуществлять мечту всей моей жизни — иметь полноценную музыкальную карьеру.
…
В данный момент я интенсивно репетирую с проектом, который мы с честью назвали Return To The Sabbat (R2TS). У меня всё время спрашивали, буду ли я когда-нибудь обдумывать «оживление» некоторых классических песен из альбомов Sabbat «History of a Time to Come» и «Dreamweaver»; я, Саймон Джонс и Фрейзер Краске решили, что сейчас самое время для столь нечистого альянса.
— Перевод письма Мартина Уолкиера
Место Уолкиера занял его давний друг и бывший продюсер группы Кевин Ридли, записавший вокал для сборника No Daylight… Nor Heeltaps… (2002). Полноценный альбом A Semblance of Normality (2004) появился спустя два года, записанный при участии Королевского филармонического оркестра.

## Состав

### Текущий состав
- Steve Ramsey — гитара (с 1990)
- Graeme «Bean» English — бас-гитара, акустическая гитара (с 1990)
- Georgina Biddle — скрипка, клавишные, бэк-вокал, фортепиано (с 1994)
- Kevin Ridley — вокал (с 2001), акустическая и электрическая гитары (с 1998), продюсер (с 1990)
- Arron Walton — ударные (с 2001)

### Бывшие участники
- Jay Graham — ударные (1998—2001)
- Martin Walkyier — вокал, лирика (1990—2000)
- Nick Acons — гитара, скрипка (1997)
- John Leonard — флейта, мандолина, … (1997)
- Mitch Oldham — ударные (1997)
- Dave Moore — сессионная гитара (1996)
- Paul A.T. Kinson — ударные (1996)
- Paul Smith — ударные (1996)
- Dave Ray — гитара (1995)
- Jed Dawkins — ударные (1995)
- Keith Baxter — ударные (1990—1995)
- Dave Pugh — гитара (1991—1995)
- Fritha Jenkins — скрипка (1991—1993)
- Cath Howell — скрипка (1993—1994)
- Danny Porter — сессионная гитара (1991)

## Дискография

### Студийные альбомы
- The Wayward Sons of Mother Earth (1991, Noise Records)
- A Burnt Offering for the Bone Idol (1992, Noise Records)
- Jonah's Ark (1993, Noise Records)
- Prince of the Poverty Line (1994, Noise Records)
- The Silent Whales of Lunar Sea (1995, Noise Records)
- Irrational Anthems (1996, Massacre Records)
- Oui Avant-Garde á Chance (1996, Massacre Records)
- The Answer Machine? (1997, Massacre Records)
- Vintage Whine (1999, Massacre Records)
- Folkémon (2000, Nuclear Blast)
- A Semblance of Normality (2004, Demolition/Dreamcatcher)
- In the… All Together (2009, Scarlet Records)
- Forward into the Past (2017)

### Сборники и концертные альбомы
- Old Rope — сборник (1997, Noise Records)
- Poetic Wisdom — сборник, ограниченное издание (2001, Massacre Records)
- Another Fine Mess — концертный альбом (2001, Demolition Records)
- History Lessens — сборник (2002, Massacre Records)
- No Daylights… Nor Heel Taps — сборник перезаписанных треков (2002, Demolition Records)
- Live at the Dynamo — концертный альбом (2002, Burning Airlines)

### Синглы и мини-альбомы
- Tracks from the Wilderness — EP (1992, Noise Records)
- Thinking Allowed? — EP (1993, Noise Records)
- Outrageous Fourtunes — EP, ограниченное издание (1998, ?)
- Classix Shape — EP, ограниченное издание (1999, Massacre Records)
- Swords of a Thousand Men — сингл (2001, Demolition Records)
- Jig-a-Jig — EP, ограниченное издание (2006, self-released)

### Прочие
- Melodic Metal Strikes Back!!! — сплит-EP (1993, Noise Records)
- Platinum Edition — бокс-сет (2004, Massacre Records)

## Видеоклипы
- «Emerald» (1992)
- «Thinking Allowed» (1993)
- «Inequality Street» (1996)
- «Words Upon the Street» directed by Fernando J. Martínez (2009)